# Begraafplaats van Bavelincourt
De Begraafplaats van Bavelincourt is een gemeentelijke begraafplaats in het Franse dorp Bavelincourt (departement Somme). Ze ligt aan de Ruelle de Calvaire op 450 m ten oosten van het dorpscentrum (Église Saint-Sulpice) en heeft een ruitvormig grondplan dat omgeven wordt door een haag en bomen. De toegang bestaat uit een tweedelig metalen hek tussen bakstenen zuilen. Centraal staat de grafkapel van de familie Gourdin-Bouquet. 
Even voorbij de toegang ligt aan de rechterkant het graf van een gesneuvelde Franse militair uit de Frans-Duitse oorlog in 1870.
In de noordelijke hoek van de begraafplaats ligt een Brits militair perk met gesneuvelden uit de Eerste Wereldoorlog.

## Britse oorlogsgraven
De gemeentelijke begraafplaats werd van april tot augustus 1918 gebruikt door gevechtseenheden en medische veldhulpposten van de 47th (Londen) en 58th (London) Divisions.
Het Britse militair perk dat onder de naam Bavelincourt Communal Cemetery is geregistreerd bij de Commonwealth War Graves Commission werd ontworpen door Arthur Hutton. Het bevat 54 gesneuvelde militairen uit de Eerste Wereldoorlog waaronder 51 Britten en 3 Australiërs. Het Cross of Sacrifice staat vooraan in het perk. De graven worden onderhouden door de CWGC.
- soldaat Henry Thomas Bayton (London Regiment) werd onderscheiden met de Military Medal (MM).